# Jujutsu Kaisen
Jujutsu Kaisen (jap. 呪術廻戦) ist eine Mangaserie von Gege Akutami, die von 2018 bis 2024 in Japan erschien. Der Abenteuer- und Fantasy-Manga wurde in mehrere Sprachen übersetzt, eine Adaption als Anime erschien von 2020 bis 2023. 2021 erschien ein Anime-Film im Kino.
Im September 2024 wurde bekannt, dass über 100 Millionen Exemplare der Serie im Umlauf sind.

## Inhalt
An seiner Oberschule in Sendai meidet Yuji Itadori den Leichtathletik-Klub und geht lieber in den Okkultismus-Klub. Denn dort kann der eigentlich sportliche Schüler sich mit den beiden anderen Mitgliedern Sasaki und Iguchi entspannen und früh die Schule verlassen, um seinen kranken Großvater zu besuchen. Als dieser bald darauf stirbt, gibt er seinem Enkel noch auf, allen Menschen zu helfen und nicht allein zu sterben. Daraufhin wird Yuji von Megumi Fushiguro, Schüler der städtischen Jujutsu-Akademie, aufgesucht. Der ist auf der Suche nach einem Finger, auf dem ein Fluch liegt. Doch Sasaki und Iguchi haben das Amulett aus seinem Aufbewahrungskasten genommen und das Siegel des Fluchs gebrochen. Im Innern des Amuletts liegt ein verdorrter Finger, dessen Magie Flüche an die Schule lockt und die beiden Schüler in Gefahr bringt. Megumi versucht ihnen zu helfen, kommt gegen die Flüche jedoch nicht an. Schließlich schluckt Yuji den Finger herunter, um dessen Macht zu erwerben, und kann seine Freunde retten. Doch nun versucht der Fluch von ihm Besitz zu ergreifen und Megumis Lehrer Satoru Gojo will den Fluch austreiben und Yuji dabei töten. Glücklicherweise kann der Schüler den Fluch in sich beherrschen und erhält so vom Lehrer und der Jujutsu-Akademie noch eine Gnadenfrist.

## Veröffentlichungen

### Manga
Der Manga erschien von März 2018 bis September 2024 im Magazin Shūkan Shōnen Jump beim Verlag Shūeisha. Der Serie ging die vierteilige Kurzserie Tōkyō Toritsu Jujutsu Kōtō Senmon Gakkō voraus, die 2017 erschien und die Vorgeschichte bildet. Der Verlag brachte die Kapitel der Serie auch in insgesamt 30 Sammelbänden heraus. Der letzte Band enthält 16 zusätzliche Seiten mit einem Epilog für die vier Charaktere Yūko Ozawa, Uraume, Nobara Kugisaki and Panda. Im Dezember 2018 erschien der Sonderband Jujutsu Kaisen 0 (呪術廻戦 0: 東京都立呪術高等専門学校 Jujutsu Kaisen 0: Tokyo Toritsu Jujutsu Kōtō Senmon Gakkō) mit der Vorgeschichte.
Eine deutsche Übersetzung der Serie erscheint seit November 2019 bei Kazé bzw. Crunchyroll in bisher 26 Bänden (Stand: Mai 2025). Der Sonderband wurde im März 2020 veröffentlicht. Eine englische und eine portugiesische Fassung wird von Viz Media, eine spanische von Norma Editorial, eine französische von Éditions Ki-oon und eine italienische von Planet Manga vertrieben. Auf Koreanisch erscheint die Serie bei Seoul Cultural Publishers, auf Russisch bei Azbuka und auf Polnisch bei Waneko.

### Romane
Zur Geschichte des Mangas erschien am 1. Mai 2019 auch ein Roman von Ballad Kitaguni unter dem Titel Jujutsu Kaisen Iku Natsu to Kaeru Aki (呪術廻戦 逝く夏と還る秋). Am 4. Januar 2020 folgte ein zweiter Roman: Jujutsu Kaisen Yoake no Ibara Michi (呪術廻戦 夜明けのいばら道).

### Anime
Eine Adaption als Anime-Fernsehserie wurde am 25. November 2019 in der 52. Ausgabe von Weekly Shonen Jump angekündigt. Die Serie wurde von MAPPA produziert, Sunghoo Park führte Regie. Das Drehbuch stammte von Hiroshi Seko, das Charakterdesign von Tadashi Hiramatsu. Die künstlerische Leitung lag bei Haruka Matsuda, Hisako Akagi, Jeong Ryeon Kim, Takamasa Masuki und Yūsuke Takeda. Für den Ton war Akiko Fujita verantwortlich und für die Kameraführung Teppei Ito. Die Produzenten waren Hiroaki Matsutani, Makoto Kimura, Toshihiro Maeda, Yoshiaki Takagaki und Yuriha Murai.
Die erste Staffel umfasst 24 Folgen und wurde vom 3. Oktober 2020 bis 27. März 2021 wöchentlich bei den Sendern des Japan News Networks ausgestrahlt. Der Anime wurde von Crunchyroll für das Streaming außerhalb Asiens lizenziert und parallel zur japanischen Ausstrahlung mit Untertiteln in diversen Sprachen veröffentlicht. In Südostasien hat MediaLink Entertainment Limited den Anime lizenziert und strahlt ihn über iQIYI aus. Die deutschsprachige Fassung wurde ab dem 20. November 2020 wöchentlich auf Crunchyroll veröffentlicht, somit noch während der Ausstrahlung weiterer Episoden in Japan. Eine zweite Staffel startete am 6. Juli 2023, ebenfalls parallel zu japanischen Ausstrahlung international per Streaming.
Zur Vorgeschichte kam am 24. Dezember 2021 der Film Jujutsu Kaisen 0 in die japanischen Kinos, produziert vom gleichen Team wie die Fernsehserie. Es folgten internationale Vorführungen, darunter ab dem 29. März 2022 auch in Deutschland.
Nach Veröffentlichung der zweiten Staffel wurde die Produktion einer dritten Staffel bestätigt.

#### Episodenliste Staffel 1
| Episode | Deutscher Titel | deutsche Online-Premiere bei Crunchyroll | Originaltitel                                                      | Original TV-Premiere bei MBS |
| ------- | --- | ---------------------------------------- | ------------------------------------------------------------------ | ---------------------------- |
| 1       | Zwiegesicht Sukuna | 2. Okt. 2020                             | Ryōmen Sukuna (両面宿儺)                                           | 3. Okt. 2020                 |
| 1       | Yuji Itadori ist Mitglied in dem Okkultclub seiner Schule, der es sich zur Aufgabe gemacht hat, mysteriöse Dinge zu erforschen. Dazu zählt auch die genauere Untersuchung eines Schutztalismans ihrer Schule, welcher zugleich ein Fluchobjekt ist. Megumi, ein Schüler der Jujutsu-Akademie, hat den Auftrag, dieses Fluchobjekt zu finden und in den Besitz der Akademie zu bringen, da eine Gefahr von ihm ausgeht, indem es Fluchkreaturen anlockt. Die beiden anderen Mitglieder des Okkultclubs werden beinahe von dem Fluch getötet, Yuji kann sie jedoch retten. Als ein weiterer Fluch Megumi angreift, versucht Yuji gegen den Fluch zu kämpfen, um Megumi zu schützen, da er unbedingt den letzten Willen seines vor kurzem gestorbenen Großvaters erfüllen will. Dabei wird er jedoch selbst fast von dem Fluch gefressen, er sieht jedoch eine Chance, diesen zu besiegen, indem er Sukunas Finger, wie das Fluchobjekt genannt wird, verschluckt und dadurch Sukunas Fluchkraft erlangt. Er kann den anderen Fluch töten, jedoch teilt er sich von nun an den Körper mit Zwiegesicht Sukuna. |                                          |                                                                    |                              |
| 2       | Für mich selbst | 9. Okt. 2020                             | Jibun no Tame ni (自分のために)                                    | 10. Okt. 2020                |
| 2       | Yuji ist in der Lage, über seinen Körper weiterhin zu bestimmen und schafft es, die Präsenz Sukunas weitestgehend zu unterdrücken. Daher schafft es Gojo, die Hinrichtung Yujis aufzuschieben, bis dieser alle 20 von Sukunas Fingern in sich aufgenommen hat. Nach einem intensiven und actiongeladenen Gespräch mit dem Rektor wird Yuji an der Jujutsu-Akademie in Tokio aufgenommen. |                                          |                                                                    |                              |
| 3       | Das Stahlmädchen | 16. Okt. 2020                            | Tekkotsu Musume (鉄骨娘)                                           | 17. Okt. 2020                |
| 3       | Neben Megumi und Yuji wird Nobara, das dritte neue Mitglied der Akademie, vorgestellt. Sie treffen sie am Bahnhof in Tokio und begeben sich kurz darauf nach Roppongi in ein verlassenes Haus. In diesem befinden sich zwei Flüche und es ist Yuji und Nobaras Aufgabe, diese auszutreiben. Es ist zugleich die praktische Prüfung für Nobara. In einer Rückblende erfährt man von ihren Beweggründen zur Akademie zu gehen. |                                          |                                                                    |                              |
| 4       | Der unheilvolle Fluchschoß | 23. Okt 2020                             | Jutai Taiten (呪胎戴天)                                            | 24. Okt 2020                 |
| 4       | |                                          |                                                                    |                              |
| 5       | Der unheilvolle Fluchschoß, Teil 2 | 30. Okt 2020                             | Jutai Taiten: Ni (呪胎戴天 -弐-)                                   | 31. Okt 2020                 |
| 5       | |                                          |                                                                    |                              |
| 6       | Nach dem Regen | 6. Nov 2020                              | Ugo (雨後)                                                         | 7. Nov 2020                  |
| 6       | |                                          |                                                                    |                              |
| 7       | Überfall | 13. Nov 2020                             | Kyūshū (急襲)                                                      | 14. Nov 2020                 |
| 7       | |                                          |                                                                    |                              |
| 8       | Langeweile | 20. Nov 2020                             | Taikutsu (退屈)                                                    | 21. Nov 2020                 |
| 8       | |                                          |                                                                    |                              |
| 9       | Kleingetier und Umkehrvergeltung | 27. Nov 2020                             | Yōgyo to Gyaku Batsu (幼魚と逆罰)                                  | 28. Nov 2020                 |
| 9       | |                                          |                                                                    |                              |
| 10      | Ruhender Wandel | 4. Dez 2020                              | Mui Tenpen (無為転変)                                              | 5. Dez 2020                  |
| 10      | |                                          |                                                                    |                              |
| 11      | Starrsinn | 11. Dez 2020                             | Korōshungu (固陋蠢愚)                                              | 12. Dez 2020                 |
| 11      | |                                          |                                                                    |                              |
| 12      | An dein zukünftiges Ich | 18. Dez 2020                             | Itsuka no Kimi e (いつかの君へ)                                    | 19. Dez 2020                 |
| 12      | |                                          |                                                                    |                              |
| 13      | Bis morgen | 25. Dez 2020                             | Mata Ashita (また明日)                                             | 26. Dez 2020                 |
| 13      | |                                          |                                                                    |                              |
| 14      | Austausch mit der Kyōto-Schwesternschule – Team-Wettkampf 0 – | 15. Jan 2021                             | Kyōto Shimaikō Kōryūkai: Dantaisen 0 (京都姉妹校交流会 -団体戦⓪-)  | 16. Jan 2021                 |
| 14      | |                                          |                                                                    |                              |
| 15      | Austausch mit der Kyōto-Schwesternschule – Team-Wettkampf 1 – | 22. Jan 2021                             | Kyōto Shimaikō Kōryūkai: Dantaisen 1 (京都姉妹校交流会－団体戦①－) | 23. Jan 2021                 |
| 15      | |                                          |                                                                    |                              |
| 16      | Austausch mit der Kyōto-Schwesternschule – Team-Wettkampf 2 – | 29. Jan 2021                             | Kyōto Shimaikō Kōryūkai: Dantaisen 2 (京都姉妹校交流会 -団体戦②-)  | 30. Jan 2021                 |
| 16      | |                                          |                                                                    |                              |
| 17      | Austausch mit der Kyōto-Schwesternschule – Team-Wettkampf 3 – | 5. Feb 2021                              | Kyōto Shimaikō Kōryūkai: Dantaisen 3 (京都姉妹校交流会 -団体戦③-)  | 6. Feb 2021                  |
| 17      | |                                          |                                                                    |                              |
| 18      | Weiser | 12. Feb 2021                             | Kenja (賢者)                                                       | 13. Feb 2021                 |
| 18      | |                                          |                                                                    |                              |
| 19      | Schwarzer Blitz | 19. Feb 2021                             | Koku Sen (黒閃)                                                    | 20. Feb 2021                 |
| 19      | |                                          |                                                                    |                              |
| 20      | Atypisch | 26. Feb 2021                             | Kikakugai (規格外)                                                 | 27. Feb 2021                 |
| 20      | |                                          |                                                                    |                              |
| 21      | Jujutsu Kōshien | 5. Mär 2021                              | Jujutsu Kōshien (呪術甲子園)                                       | 6. Mär 2021                  |
| 21      | |                                          |                                                                    |                              |
| 22      | Der Ursprung des blinden Folgens | 12. Mär 2021                             | Kishu Raidō (起首雷同)                                             | 13. Mär 2021                 |
| 22      | |                                          |                                                                    |                              |
| 23      | Der Ursprung des blinden Folgens, Teil 2 | 19. Mär 2021                             | Kishu Raidō: Ni (起首雷同 -弐-)                                    | 20. Mär 2021                 |
| 23      | |                                          |                                                                    |                              |
| 24      | Komplizen | 26. Mär 2021                             | Kyōhan (共犯)                                                      | 27. Mär 2021                 |
| 24      | |                                          |                                                                    |                              |

#### Episodenliste Staffel 2
| Episode | Deutscher Titel | Deutsche Online-Premiere bei Crunchyroll | Originaltitel                                   | Original TV-Premiere bei MBS |
| ------- | --- | ---------------------------------------- | ----------------------------------------------- | ---------------------------- |
| 1       | Geheimmission | 6. Juli 2023                             | Higashi Shinjuku Shugeki Jiken (東新宿襲撃事件) | 6. Juli 2023                 |
| 1       | Satoru Gojo und Suguru Geto erhalten einen gefährlichen Auftrag, bei dem sie das Sternengefäß Riko Amanai beschützen müssen. Dunkle Mächte haben es auf sie abgesehen. |                                          |                                                 |                              |
| 2       | Zur Morgendämmerung | 13. Juli 2023                            | Akatsuki Made (暁まで)                          | 13. Juli 2023                |
| 2       | Gojo und Geto setzen ihre Mission fort, während sich der Feind nähert.                                                                                                 |                                          |                                                 |                              |
| 3       | Das gefangene Sternengefäß | 20. Juli 2023                            | Toraware no Hoshi no Utsuwa (囚われの星の器)    | 20. Juli 2023                |
| 3       | Der Konflikt um das Sternengefäß eskaliert, Gojo und Geto müssen Riko Amanai verteidigen.                                                                              |                                          |                                                 |                              |
| 4       | Aufbäumen | 27. Juli 2023                            | Kurui (狂い)                                    | 27. Juli 2023                |
| 4       | Toji Fushiguro greift an, was zu einem intensiven Kampf führt. |                                          |                                                 |                              |
| 5       | Premature Death | 3. August 2023                           | Sōshishō (早死症)                               | 3. August 2023               |
| 5       | Gojo und Geto geraten in einen tragischen Wendepunkt, der ihre Freundschaft auf die Probe stellt.                                                                      |                                          |                                                 |                              |
| 6       | Es war einmal | 31. August 2023                          | Mukashi (昔)                                    | 31. August 2023              |
| 6       | Die Handlung springt in die Gegenwart zu Yuji und seinen Freunden. |                                          |                                                 |                              |
| 7       | Einhüllender Himmel | 7. September 2023                        | Tenmon (天幕)                                   | 7. September 2023            |
| 7       | Eine mysteriöse Barriere führt zu einem gefährlichen Kampf. |                                          |                                                 |                              |
| 8       | Die Shibuya-Vorfälle | 14. September 2023                       | Shibuya Jihen (渋谷事変)                        | 14. September 2023           |
| 8       | Der Shibuya-Vorfall nimmt dramatische Wendungen. |                                          |                                                 |                              |
| 9       | Kriechen | 21. September 2023                       | Haitatsu (這い達)                               | 21. September 2023           |
| 9       | Satoru Gojo trifft eine gefährliche Entscheidung. |                                          |                                                 |                              |
| 10      | Konfrontation | 28. September 2023                       | Taiketsu (対決)                                 | 28. September 2023           |
| 10      | Die entscheidende Konfrontation rückt näher. |                                          |                                                 |                              |
| 11      | Ins Dunkel | 5. Oktober 2023                          | Yami e (闇へ)                                   | 5. Oktober 2023              |
| 11      | Der Konflikt in Shibuya erreicht seinen Höhepunkt. |                                          |                                                 |                              |
| 12      | Ausweglos | 12. Oktober 2023                         | Mukudori (無道)                                 | 12. Oktober 2023             |
| 12      | Die Jujutsu-Zauberer müssen sich aus einer ausweglosen Situation befreien.                                                                                             |                                          |                                                 |                              |
| 13      | Tiefster Abgrund | 19. Oktober 2023                         | Saitei (最低)                                   | 19. Oktober 2023             |
| 13      | Ein unerwarteter Feind stellt die Jujutsu-Zauberer vor eine neue Herausforderung.                                                                                      |                                          |                                                 |                              |
| 14      | Der Preis der Macht | 26. Oktober 2023                         | Chikara no Daishō (力の代償)                    | 26. Oktober 2023             |
| 14      | Gojo und die anderen erkennen die Konsequenzen ihrer Handlungen. |                                          |                                                 |                              |
| 15      | Unsterbliche Kämpfer | 2. November 2023                         | Fumetsu no Senshi (不滅の戦士)                  | 2. November 2023             |
| 15      | Die Kämpfe gehen in eine neue Phase, als unsterbliche Feinde auftauchen.                                                                                               |                                          |                                                 |                              |
| 16      | Die verborgene Wahrheit | 9. November 2023                         | Kakusareta Shinjitsu (隠された真実)             | 9. November 2023             |
| 16      | Die Jujutsu-Zauberer enthüllen eine schockierende Wahrheit über die Flüche.                                                                                            |                                          |                                                 |                              |
| 17      | Opfer und Konsequenzen | 16. November 2023                        | Gisei to Kekka (犠牲と結果)                     | 16. November 2023            |
| 17      | Der Preis für den Sieg wird deutlich, als die Kämpfe ihren Tribut fordern.                                                                                             |                                          |                                                 |                              |
| 18      | Hoffnung im Chaos | 23. November 2023                        | Konran no Naka no Kibō (混乱の中の希望)         | 23. November 2023            |
| 18      | Inmitten des Chaos finden die Jujutsu-Zauberer Hoffnung. |                                          |                                                 |                              |

#### Synchronisation
Die deutsche Synchronisation wurde in den Oxygen Sound Studios in Berlin produziert. Die Dialogregie führte René Dawn-Claude, der gemeinsam mit Charlotte Uhlig die Dialogbücher schrieb.
| Rolle              | japanischer Sprecher (Seiyū) | deutsche Sprecher      |
| ------------------ | ---------------------------- | ---------------------- |
| Yūji Itadori       | Jun’ya Enoki                 | Jan Rohrbach           |
| Satoru Gojō        | Yūichi Nakamura              | René Dawn-Claude       |
| Megumi Fushiguro   | Yūma Uchida                  | Jannik Endemann        |
| Nobara Kugisaki    | Asami Seto                   | Katharina Schwarzmaier |
| Zwiegesicht Sukuna | Jun’ichi Suwabe              | Tommy Morgenstern      |
| Toge Inumaki       | Kōki Uchiyama                | Carlos Fanselow        |
| Kento Nanami       | Kenjirō Tsuda                | Oliver Feld            |
| Panda              | Tomokazu Seki                | Daniel Zillmann        |
| Aoi Tōdō           | Subaru Kimura                | Daniel Welbat          |
| Maki Zen'in        | Mikako Komatsu               | Alice Bauer            |
| Mai Zen'in         | Marina Inoue                 | Anne Düe               |
| Ultimate Mechamaru | Yoshitsugu Matsuoka          | Ricardo Richter        |
| Yuta Okkotsu       | Megumi Ogata                 | Nicolás Artajo         |
| Kento Nanami       | Kenjiro Tsuda                | Oliver Feld            |
| Toji Fushiguro     | Takehito Koyasu              | Uli Krohm              |
| Choso              | Daisuke Namikawa             | Marcel Collé           |
| Suguru Geto        | Takahiro Sakurai             | David Nathan           |
| Masamichi Yaga     | Takaya Kuroda                | Tilo Schmitz           |
| Mahito             | Nobunaga Shimazaki           | Patrick Keller         |
| Jogo               | Shigeru Chiba                | Andreas Müller         |
| Hanami             | Atsuko Tanaka                | Julia Kaufmann         |
| Esō                | Satoshi Hino                 | Robert Knorr           |
| Noritoshi Kamo     | Sōma Saitō                   | Christian Zeiger       |
| Kasumi Miwa        | Chinatsu Akasaki             | Nicole Hannak          |
| Rika Orimoto       | Kana Hanazawa                | Shanti Chakraborty     |

#### Musik
Die Musik wurde von Hiroaki Tsutsumi, Yoshimasa Terui und Arisa Okehazama komponiert. Die Vorspannlieder sind:
- Kaikai Kitan von Eve
- Vivid Vice von Who-ya Extended
- Ao no Sumika von Tatsuya Kitani
- Specialz von King Gnu

In den Abspannen werden folgende Lieder verwendet:
- Lost in Paradise feat. AKLO von ALI
- Give it back von Cö shu Nie
- Akari von Sōshi Sakiyama
- More than words von Hitsujibungaku

### Mode
Im April 2022 wurde eine Mode-Kollektion in Zusammenarbeit mit dem Luxus-Modelabel Dolce & Gabbana angekündigt. Ein schlichtes weißes Hemd kostet 300 USD (ca. 277 Euro), während eine Logo-Jacke für Männer über 4.000 USD (ca. 3.700 Euro) kostet.

## Rezeption
Der zweite Band der Reihe gelangte erstmals in die Manga-Verkaufscharts und erreichte in zwei Wochen 69.000 Verkäufe. Der vierte der Bände verkaufte sich bereits über 120.000 Mal in den ersten beiden Wochen nach Veröffentlichung. Ende 2021 war eine Gesamtauflage aller Bände von 60 Millionen Exemplaren in Umlauf, wovon zwei Drittel allein im Jahr 2021 zusammengekommen waren. Die Serie als Ganzes wurde damit im November 2021 für dieses Jahr erfolgreicher als Demon Slayer, welche der vorhergehende Verkaufsschlager war. 2022 stand der Manga erneut auf Platz 1 der Mangaserien in Japan, mit über 12 Millionen Verkäufen im Jahr. In Deutschland wurden bis Oktober 2021 über 500.000 Bände abgesetzt und die Serie beherrschte die Manga-Verkaufscharts. Auch in den USA verkaufte sich die Serie so gut, dass sie 2021 mit über 30 Millionen Verkäufen auf Platz 1 der erfolgreichsten Manga-Serien stand.
In Japan war der Manga 2021 für den Osamu-Tezuka-Kulturpreis nominiert. Im gleichen Jahr gewann der Anime den Preis für den besten Fernseh-Anime und Hiroshi Seko den Preis für das beste Drehbuch bei den Newtype Anime Awards. 2022 gewann die Serie bei den Tokyo Anime Awards den Preis für die beste Fernseh-Animation. Bei den Crunchyroll Anime Awards 2021 gewann der Anime die Preise in den Kategorien Anime des Jahres, Bester Antagonist für Zwiegesicht Sukuna sowie Bestes Ending für Lost in Paradise von ALI feat. AKLO und wurde in sieben weiteren nominiert.
Laut Sabine Scholz im Tagesspiegel folgt Jujutsu Kaisen dem Erfolgsrezepten anderer Shōnen-Serien mit „Missionen, Wettkämpfen und Herausforderungen“, Action, Coming-of-Age sowie dem Knüpfen von Freundschaften. Trotz der erkennbaren Inspiration durch Vorgänger wie Naruto habe die Serie ihren eigenen Charme und sei keine bloße Kopie. Dazu komme mit Yuji eine besondere Hauptfigur, die „Held aus Überzeugung“ sei, „idealistisch, selbstlos und selbstbewusst“. Zum kommerziellen Erfolg des Mangas habe zweifellos auch zeitnahe gefolgte und ebenfalls erfolgreich gestartete Anime-Serie beigetragen.